# Alfred Xuereb
Pour les articles homonymes, voir Xuereb (patronyme).
Alfred Xuereb, né le 14 octobre 1958 à Rabat (Malte), est un archevêque catholique. Secrétaire particulier des papes Benoît XVI puis François, il fut secrétaire du secrétariat pour l'économie. Nommé nonce apostolique en Corée du Sud (en) et en Mongolie (en) en février 2018, il est remercié mi-2023, deux mois avant le voyage papal en Mongolie. Le 8 décembre 2023, il est nommé nonce apostolique au Maroc (en).

## Biographie
Alfred Xuereb étudie la philosophie et la théologie au grand séminaire du diocèse de Gozo pour lequel il est ordonné prêtre le 26 mai 1984. Il a ensuite étudié à la Faculté pontificale de théologie Teresianum, où en 1989 il a obtenu son doctorat avec une thèse sur : Le mystère pascal dans la vie chrétienne, biblique, liturgique et théologique perspectives spirituelles à la lumière des enseignements du Concile Vatican II.
Il est retourné au service pastoral dans son pays, mais revient à Rome en 1991 comme secrétaire du recteur de l'Université pontificale du Latran. À partir de 1995, il travaille au sein de la Secrétairerie d'État du Saint-Siège et au Vatican depuis 2000 dans la préfecture de la Maison pontificale.
Le Pape Jean-Paul II lui a décerné le titre de Prélat d'honneur de Sa Sainteté le 9 septembre 2003, lui conférant ainsi le titre de Monseigneur.
Le 12 septembre 2007 le pape Benoît XVI le nomme comme deuxième secrétaire privé pour remplacer Mieczysław Mokrzycki. Il accompagne Benoît XVI au château de Castel Gandolfo à la suite de sa renonciation.
Le pape François, après son élection le 13 mars 2013, le nomme comme son secrétaire, il semble devenir alors son homme de confiance selon les médias, car le 28 novembre de la même année, le pape le nomme délégué pour le représentant de la Commission pontificale sur l'Institut pour les Œuvres de Religion et référent de la Commission pontificale pour l'étude et l'organisation de la structure économique et administrative du Saint-Siège.
Le 3 mars 2014, le pape François le nomme secrétaire général du Secrétariat pour l'économie auprès du cardinal George Pell, c'est le prélat Fabián Pedacchio qui lui succède comme secrétaire du pape.
Le 10 janvier 2015, le pape François par un rescrit fixe précisément son nouveau rôle à la fois comme secrétaire du cardinal secrétaire pour l'économie mais aussi comme secrétaire général du conseil de surintendance de l'Institut pour les œuvres de religion.

### Nonce apostolique
En février 2018, le vaticaniste Andrea Tornielli annonce qu'il est pressenti pour devenir nonce apostolique en Corée du Sud et être ainsi élevé à la dignité épiscopale. L'information est confirmée le 26 février avec l'annonce, par la Salle de presse du Saint-Siège de son élévation à la dignité d'archevêque avec le titre d'Amantea et de sa nomination comme nonce apostolique en Corée du Sud (en) et en Mongolie (en). Il est ordonné évêque en la basilique Saint-Pierre par le pape François le 19 mars 2018  en même temps que José Avelino Bettencourt et Waldemar Stanisław Sommertag, également nonces apostoliques. 
Le 19 juin 2023, sa mission de nonce apostolique en Corée et en Mongolie se termine à 64 ans, alors qu'un peu plus de deux mois plus tard aura lieu le voyage apostolique du pape François en Mongolie,. 
Le 8 décembre 2023, le pape François le nomme nonce apostolique au Maroc (en). 

## Distinctions
- : Commandeur de l'ordre du Mérite de la République italienne (Commendatore Ordine al Merito della Repubblica Italiana) - le 5 février 2007[14] - « Sur proposition du président du conseil des ministres »
- : Chapelain conventuel ad honorem de l'ordre souverain militaire et hospitalier de Saint-Jean de Jérusalem, de Rhodes et de Malte (février 2009[15])
- : Commandeur de l'ordre du Christ (Portugal) - le 11 mai 2010